# Bibio discalis
Bibio discalis är en tvåvingeart som beskrevs av Enrico Adelelmo Brunetti 1911. Bibio discalis ingår i släktet Bibio och familjen hårmyggor. Inga underarter finns listade i Catalogue of Life.